# Спи (фильм)
«Спи» (англ. Sleep) — первый фильм режиссёра Энди Уорхола. Самим создателем картины лента названа «анти-фильмом» (anti-film). Картина снята на чёрно-белую киноплёнку и без звука. В следующем году, «натренировавшись», Уорхол снял ещё более «анти» фильм «Эмпайр» (485 мин.)

## Сюжет
В течение 5 часов и 20 минут зрителю показан спящий Джон Джорно — на то время любовник Уорхола.

## Показ
Премьерный показ фильма состоялся 17 января 1964 года в The Film-Makers' Cooperative при непосредственном участии Йонаса Мекаса. Всего присутствовало девять зрителей, двое из них ушли с просмотра в течение первого часа.

## Создание фильма
Первоначально вместо Джорно Уорхол хотел заснять сон Брижит Бардо.
Пытаясь увеличить длину своего фильма, Уорхол дублировал некоторые части плёнки.